# Fédération des Tuvalu de football

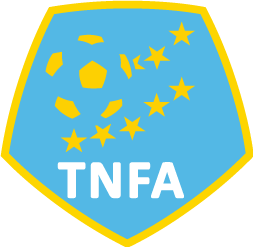
Logo de la TNFA.

La Fédération des Tuvalu de football (Tuvalu National Football Federation (en) ou TNFA) est une association regroupant les clubs de football des Tuvalu et organisant les compétitions nationales et les matchs internationaux de la sélection de ce micro-état.
Elle coordonne aussi l'Équipe des Tuvalu de futsal et l'Équipe des Tuvalu de football.
Elle appartient à l'OFC depuis 2006 mais n'est pas affiliée à la FIFA. Cependant, depuis 1987, l'association de football de Tuvalu a manifesté son intérêt à rejoindre la FIFA.
En septembre 2008, le Premier ministre de Tuvalu, Apisai Ielemia et le président de l'Association de football de Tuvalu, Tapugao Falefou, se sont rendus au siège de la FIFA à Zurich, dans l'espoir de devenir membres à part entière de l'organisation.
De 2014 à 2016 Toakai Puapua devient le président de la Fédération des Tuvalu de football (TNFA), en 2016 Soseala Tinilau devient à nouveau président.